# Heinrich Friedrich von Itzenplitz

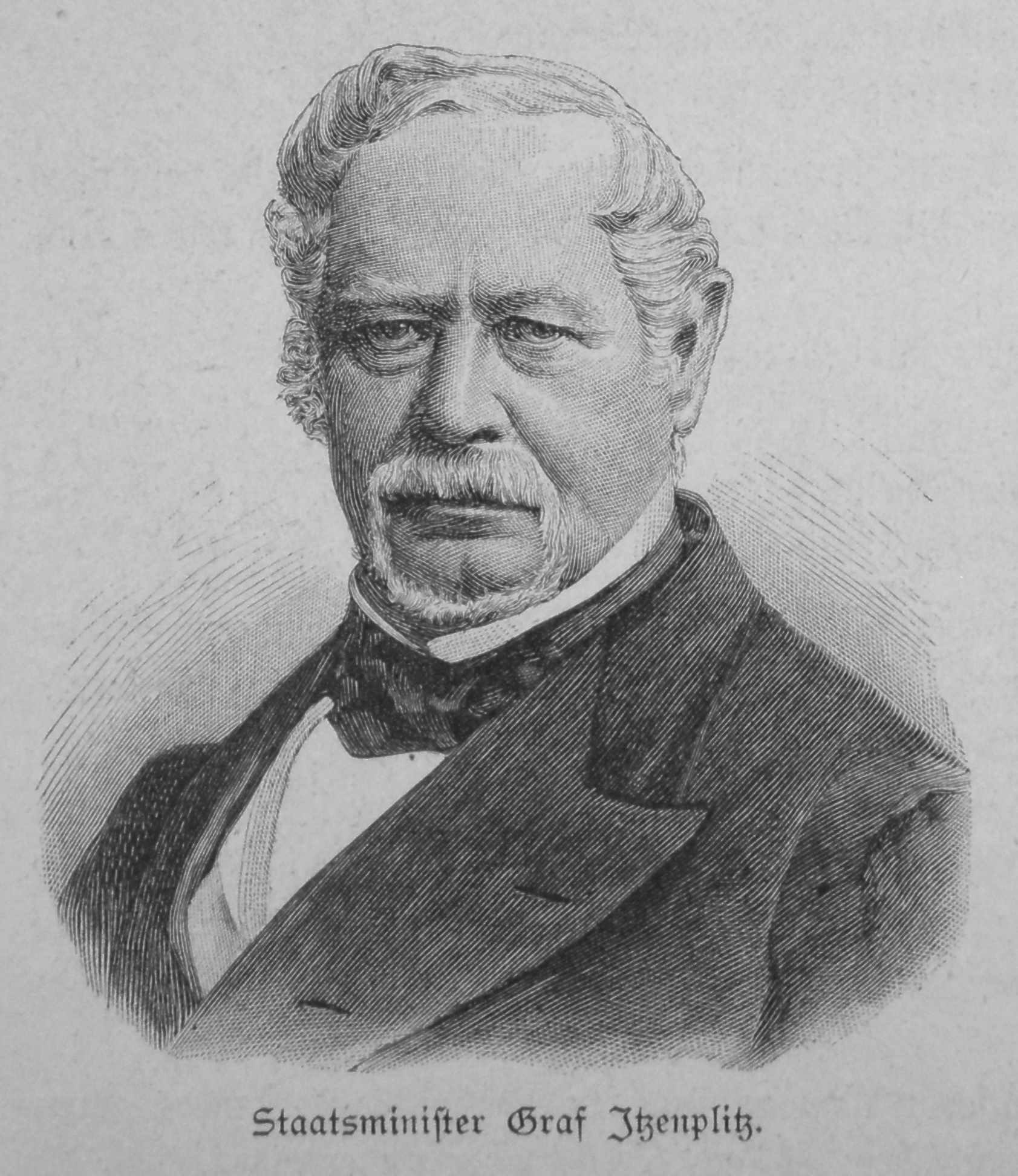
Preußischer Staatsminister Graf von Itzenplitz (Illustration von Richard Brend’amour von 1895/96)

Graf Heinrich Friedrich August von Itzenplitz (* 23. Februar 1799 in Groß Behnitz bei Nauen; † 15. Februar 1883 auf seinem Gut Kunersdorf bei Wriezen) war ein preußischer Staatsminister, Naturwissenschaftler und Jurist. Er war der Sohn des Gutsherren Peter Alexander von Itzenplitz (1768–1834) und der Gutsherrin Henriette Charlotte von Borcke (1772–1848).

## Leben

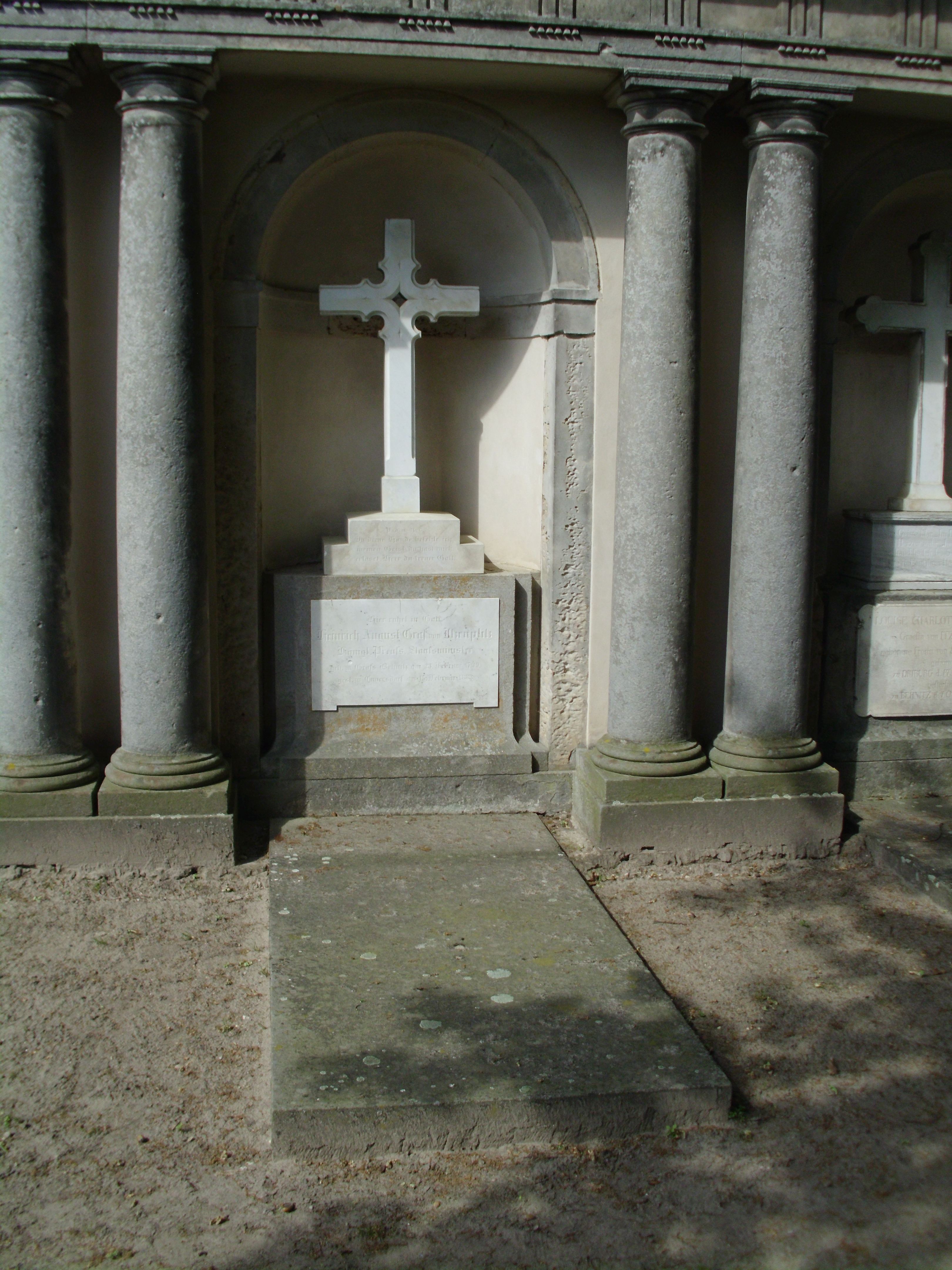
Grabstätte in Kunersdorf

Itzenplitz trat 1814 in das Berliner Werdersche Gymnasium ein und „machte Michaelis 1818 das Abiturienten-Examen mit mäßigen aber doch genügenden Kenntnissen“, wie Itzenplitz 1878 rückblickend bekannte.:17 Seine Eltern konnten Professor Lichtenstein (1780–1857), den Direktor des Zoologischen Museums Berlin, überzeugen, ihren Sohn ab Ostern 1815 in seiner Universitätsdienstwohnung „in Pension zu nehmen“, wofür sie „jährlich 1200 Thaler zahlten“. Die Summe enthielt allerdings auch Ausgaben für Kleidung, Bücher etc.:16 Er studierte in Berlin und 
Göttingen Naturwissenschaft und die Rechte. „Gegen Ostern 1819 trat Lichtenstein im Auftrage des Staates eine Reise an“. Itzenplitz „begleitete ihn als sein Gehilfe“ und zu seiner Ausbildung. Die Reise ging durch einen großen Teil Europas und endete „im Nov. 1819“.:17 f. 1822 trat er in den Staatsdienst ein, war zunächst Auskultator in Frankfurt (Oder), wurde zwei Jahre später Referendar am Berliner Kammergericht und 1827 als Assessor im preußischen Innenministerium beschäftigt. Nach Abschluss seiner von ihm genannten „Lehrjahre“, wurde er „1829 zum Regierungsrath in Stettin ernannt.“ Die Stettiner Zeit dauerte bis 1838, entsprechend charakterisierte er sie als seine „zehn Wanderjahre“.:23
Ende Dezember 1838 erhielt er die Bestallung, dass König Friedrich Wilhelm IV. „geruht haben, den seitherigen Regierungs-Rath Heinrich Friedrich August Grafen von Itzenplitz zum Ober-Regierungs-Rath und Direktor der General-Kommission für die Regulirung der gutsherrlich-bäuerlichen Verhältniße in der Kurmark Brandenburg zu ernennen.“
Im Dezember 1839 wurde ihm zusätzlich die „Oberaufsicht über die Königliche Stammschäferei zu Frankenfelde“ übertragen, die er bis April 1843 ausübte. Als „schwere Krankheiten und andere Hemmnisse“ den 78-jährigen Ludolph von Beckedorff nötigten, seine 13-jährige Oberaufsicht über Frankenfelde niederzulegen, übernahm Itzenplitz dieses Amt erneut ab Juli 1856. Nachdem der Landwirtschaftsminister der sogenannten Neuen Ära Erdmann Graf von Pückler am 16. November 1859 beim Landesökonomiekollegium ein Gutachten zur Frage angefordert hatte, ob „die fernere Erhaltung der Stammschäferei zu Frankenfelde auf Staats Kosten noch als ein Bedürfniß zu betrachten ist“, bat Itzenplitz am 2. Dezember des Jahres den Minister, dass er „bald von der Ober-Aufsicht von Frankenfelde“ entbunden werde. Pückler wiederum bat ihn, sein Gesuch zurückzuziehen, worauf Itzenplitz es wiederholte mit dem Hinweis, dass er für dieses Amt „die Zeit, in der That nicht mehr finden“ könnte. Am 21. März 1860 wurde er von der Oberaufsicht über die Stammschäferei entbunden.
Am 25. März 1842 informierte Innenminister Gustav von Rochow König Friedrich Wilhelm IV. über die künftige personelle Zusammensetzung des Landesökonomiekollegiums. Unter den insgesamt 13 Mitgliedern nannte er „aus der Klasse der praktischen Landwirthe“ den „Ober-Regierungs-Rath Graf von Itzenplitz auf Barskewitz“. Bis 1861 blieb er ordentliches Mitglied.
Anfang Mai 1842 beantragte Friedrich Magnus von Bassewitz bei Gustav von Rochow, Minister des Innern und der Polizei, folgende Bitte des Grafen von Itzenplitz: „Da früher die Vorsteher der hiesigen General Commission stets den Titel Präsidenten führten, so wünscht derselbe eine solche Rangerhöhung auch zu erhalten.“ 1843 ging sein Wunsch nach einem Präsidententitel in Erfüllung: Er wurde Regierungsvizepräsident in Posen und 1845 Präsident der Regierung in Arnsberg. Im März 1848 schied er aus dem Staatsdienst aus, um sein Rittergut zu bewirtschaften.
Nachdem er dem Allgemeinen Landtag 1847 und der Ersten Kammer von 1849 bis 1854 angehört hatte, wurde er 1854 auf Präsentation des Grafenverbandes der Mark Brandenburg Mitglied des Herrenhauses, in welchem er der gemäßigten Partei angehörte und häufig als Berichterstatter tätig war. Am 25. Mai 1854 wurde Itzenplitz auch zum Mitglied des preußischen Staatsrates ernannt. Beide Ämter hatte er bis zu seinem Tode inne.
Nach dem Ende der Neuen Ära ernannte König Wilhelm am 17. März 1862 vier neue Minister, darunter „den Wirklichen Geh. Rath Grafen von Itzenplitz zum Minister für die landwirthschaftlichen Angelegenheiten“; nach den Angaben des Itzenplitz „in politisch bedenklicher Zeit“ und ohne sein „Gesuch oder Betreiben“.:30 In dieser Funktion versuchte er von August bis Oktober des Jahres vergeblich, sich für die Ernennung von Albrecht Conrad Thaer, dem Enkel Albrecht Daniel Thaers, „zum Professor der Landwirthschaft an hiesiger Universität“ einzusetzen. Nachdem König Wilhelm am 23. September 1862 „den Wirklichen Geheimen Rath von Bismarck-Schönhausen zum Staats-Minister ernannt und ihm den interimistischen Vorsitz des Staatsministeriums übertragen“ hatte, wurde Itzenplitz am 8. Oktober des Jahres „einstweilen mit der Leitung des Ministeriums für Handel, Gewerbe und öffentliche Arbeiten beauftragt“, die er im ersten Ministerium Bismarck bis zum Mai 1873 behielt. Am 20. Oktober 1862 wurde Itzenplitz „zugleich interimistisch zum Chef der Preußischen Bank ernannt“. Seine gesamte Ministerzeit bezeichnete er als „Last“, die er „elf Jahre getragen habe“.:30 Im Kapitel Conflicts-Ministerium seiner Gedanken und Erinnerungen bekannte Bismarck, dass Finanzminister Bodelschwingh „und der Graf Itzenplitz, dem das Handelsministerium zufiel, nicht im Stande waren, ihre Ministerien zu leiten.“ Nach Bismarck war Itzenplitz „eine weiche Natur“ und nicht in der Lage, „das Steuer seines überladnen ministeriellen Fahrzeugs selbständig zu führen, sondern trieb in der Strömung, welche seine Untergebenen ihm herstellten.“
Über seine Amtsführung schrieb das zeitgenössische Meyers Konversations-Lexikon 1888:

„Seine Eisenbahnpolitik zeichnete sich durch eine große Prinziplosigkeit aus: er gestattete zuerst die Anwendung des Systems der Generalentreprise, welches Bethel Henry Strousberg nach Deutschland importiert, und welches in der Form, wie es betrieben wurde, große Unzuträglichkeiten hatte; eine widerspruchsvolle Praxis verwischte den Unterschied zwischen dem gesetzlich Erlaubten und dem Unzulässigen bis zur Unerkennbarkeit. Als ab 1870 das Spekulationssystem des „Eisenbahnkönigs“ Strousberg europaweit zu kollabieren begann, war auch Deutschland finanziell schwer davon betroffen. Der durch Eduard Laskers Enthüllungen heraufbeschworne Sturm richtete sich daher vorzugsweise gegen Itzenplitz, welcher den heftigsten Angriffen nur die von niemandem bezweifelte Versicherung seiner persönlichen Redlichkeit gegenüberstellen konnte.“

Mitte April 1873 bat Itzenplitz Kaiser und König Wilhelm I. um Entlassung aus seinem Dienst: „Ich darf es mir nicht verfehlen, daß meine Kräfte und meine geistige Spannkraft, in der Abnahme begriffen sind, während die Geschäfte täglich zunehmen und schwieriger werden. (…) Ich muß besorgen meinen amtlichen Verpflichtungen nicht mehr genügen zu können, und also Euer Majestät Dienst fortan eher zu schaden, als zu nützen.“
Vier Wochen später wurde er „von der ferneren Leitung des Ministeriums für Handel, Gewerbe und öffentliche Arbeiten mit Bewilligung der gesetzlichen Pension und unter Belassung des Titels und Ranges eines Staatsministers in Gnaden“ entbunden.
Anschließend zog er sich auf sein Rittergut zurück und blieb bis zu seinem Tod dem öffentlichen Leben fern. Nach dem damals erstmals veröffentlichten Generaladressbuch der Rittergutsbesitzer gehörten ihm Alt-Friedland mit Horst 1981 ha und Pritzhagen nochmal 668 ha Land.
1867 bis 1871 war er als Abgeordneter des Reichstagswahlkreises Regierungsbezirk Gumbinnen 4 Mitglied des Reichstags des Norddeutschen Bundes.
Er ist im Erbbegräbnis der Familie von Lestwitz-Itzenplitz in Kunersdorf beerdigt.

## Familie
Graf Heinrich Friedrich stammt aus dem preußischen Adelsgeschlecht Itzenplitz.
Er heiratete am 9. Juni 1827 in Berlin Marianne Amalie Gräfin von Bernstorff (* 12. Februar 1805; † 6. September 1831). 1828 gebar sie einen „nicht lebensfähigen Sohn, der wenige Stunden nach der Geburt starb.“, weitere Kinder waren:
- Henriette Sophie Elise Bertha (* 9. April 1829; † 11. Februar 1887) ⚭ Freiherr Max von Romberg (* 6. September 1824; † 22. September 1904)
- Henriette Marianne Jenny (* 16. Mai 1831) ⚭ 1852 Johann Friedrich Eduard von Alvensleben († 22. Juni 1885) aus dem Haus Redekin, Hauptmann

Anfang Januar 1833 heiratete er Luise Charlotte Elisabeth Freiin von Sierstorff-Driburg (• 14. August 1811; † 1. Oktober 1848)
(Haus Sierstorpff, Driburg); sie starb in Behnitz „bei der Entbindung von einem toten Sohne“. Das Paar hatte folgende Kinder:
- Marie Charlotte Luise (* 24. Dezember 1833; † 16. Februar 1914) ⚭ 1858 Bernhard von der Marwitz (* 12. Februar 1824; † 31. März 1880)[22], Mitglied des Preußischen Herrenhauses und Landrat
- Charlotte Clementine Editha (1835–1921) (von 1867 bis 1916 Vorsitzende des Vaterländischen Frauenvereins, Gutsverwalterin von Pritzhagen)
- Louise Gabriele Marie (1839–1901) (1866 bis 1867 Vorsitzende des Vaterländischen Frauenvereins) ⚭ 21. Mai 1867 Karl von Oppen (* 2. April 1824; † 9. Mai 1895), preußischer Generalleutnant, Kommandant von Breslau

Anfang November 1849 heiratete Itzenplitz Marie von Kröcher (* 22. April 1812; † 6.(8.) August 1853, nach der Geburt ihrer Tochter). Sie hatten zwei Kinder:
- Friedrich August Günther (* 16. März 1851) gefallen am 16. August 1870 in der Schlacht bei Mars-la-Tour vor Metz
- Marianne Luise Marie Frederike (* 18. Juli 1853; † 11. Juli 1929), Herrin auf Kunersdorf ⚭ 9. Januar 1884 Friedrich von Oppen (* 20. Dezember 1855; † 15. Juni 1929), Kammerherr und Zeremonienmeister[23]

## Würdigung
Nach Itzenplitz ist im damals preußischen Teil des Saarkohlenreviers eine Kohlengrube auf der Gemarkung des (damals preußischen) Heiligenwald benannt. Die Anlage war ein Zweigbetrieb der Grube Reden.